# Hugh Joseph Ward
Hugh Joseph Ward (8 mars 1909 - 7 février 1945), ou HJ Ward, est un illustrateur américain auteur de  couvertures de magazines pulp. Il est surtout connu pour son travail pour les magazines Spicy Mystery et Spicy Detective, ainsi que pour d'autres titres publiés par Harry Donenfeld dans le genre "weird menace". Il a également peint les images de personnages populaires de programmes radio, The Lone Ranger et Green Hornet.

## Jeunesse et éducation
Ward nait à Philadelphie, en Pennsylvanie, dans un quartier populaire. Il est le plus jeune des huit enfants de Mary C. Ward et Charles A. Ward. Son intérêt pour le dessin est remarqué par un professeur d'art au lycée. Dans le but de devenir artiste professionnel, il s'inscrit à un programme de quatre ans à la Pennsylvania Business School of Industrial Art en septembre 1927. Plus tard, il nomme N. C. Wyeth comme le professeur qui l'a le plus influencé.
La mort du père de Ward en 1929 le force à abandonner ses études après seulement trois ans. En 1930, il devient graphiste pour le journal The Philadelphia Inquirer, où il est d'abord employé pour le lettrage des publicités. Ses fonctions à l'Inquirer se diversifient rapidement pour inclure le dessin d'illustrations et de caricatures politiques.

## Carrière

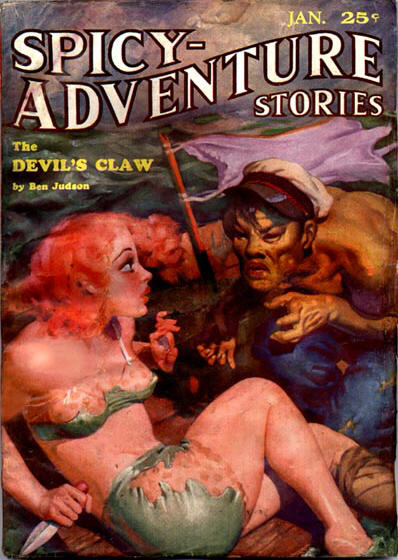
Spicy Adventure Stories, janvier 1935, couverture par Ward.

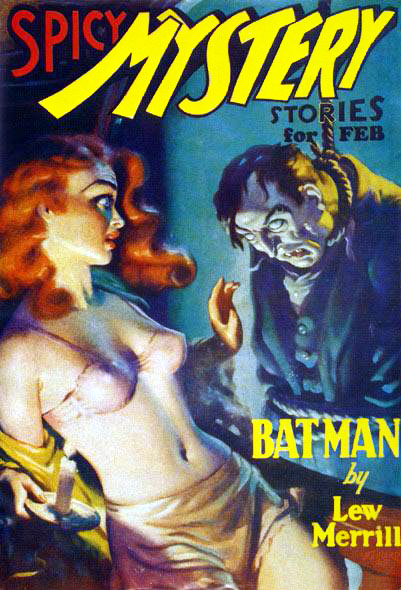
Spicy Mystery Stories, février 1936, couverture par Ward.

Ward a pour ambition de devenir illustrateur de magazines indépendant. Il obtient sa première vente le 24 août 1931 auprès de Teck Publishing Corporation, qui lui achète deux illustrations, ensuite utilisées sur des couvertures de Complete Detective Novel, Wild West Stories et Complete Novel Magazine. Par la suite, Dell Publishing lui demande de fournir plusieurs illustrations de couverture pour Sure-Fire Screen Stories et Ace-High Magazine.
En août 1934, Ward épouse Viola Conley, qui devient son modèle pour toutes les femmes de ses couvertures de magazines pulp. Évitant l'utilisation de photographies, il la peint directement d'après nature. Il devient célèbre pour ses représentations de femmes réagissant avec horreur à diverses menaces. L'historien des Pulp David Saunders décrit Ward comme "inspiré par le drame déchirant de la domination cruelle de la mort sur la beauté fragile et sensuelle de la vie".
En octobre 1935, Ward peut quitter son emploi au Philadelphia Inquirer et consacrer son énergie à sa carrière naissante d'artiste de couvertures. Il travaille principalement pour les Culture Publications (rebaptisées plus tard Trojan Publications) de Harry Donenfeld, l'éditeur de Hollywood Detective, Lone Ranger, Paris Gayety, Pep, Romantic Detective, Spicy Adventure, Spicy Detective, Spicy Mystery, Spicy Western, et d'autres titres. Ward peint en moyenne 50 couvertures par an pour les magazines de Donenfeld. Il crée aussi parfois des couvertures pour d'autres éditeurs, tels que Street & Smith (Sport Story) et Franck Munsey (Red Star Mystery).
En 1937, Ward est embauché par George Washington Trendle pour développer les images des personnages de radio Lone Ranger et Green Hornet, images qui sont utilisées pour le merchandising. En 1940, Harry Donenfeld charge Ward de peindre la première peinture à l'huile de Superman afin de promouvoir l'émission de radio The Adventures of Superman. Ward est ravi de la renommée que ce travail lui offre au-delà du monde des pulps. Il vise un plus grand prestige et un meilleur salaire, mais les éditeurs des grands magazines montrent peu d'intérêt pour son travail, même après qu'il a finalement fait sa première illustration de couverture pour le magazine Liberty en 1939.
Ward est mobilisé dans l'armée américaine le 13 avril 1944. En septembre de la même année, une forte douleur récurrente à l'épaule droite est diagnostiquée comme symptôme d'un cancer du poumon avancé. Il décède à l'âge de 35 ans le 7 février 1945.